# Laza Kostić
Laza Kostić (v srbské cyrilici Лаза Костић, 31. ledna 1841, Kovilj – 26. listopadu 1910, Vídeň) byl srbský básník, právník, překladatel a profesor. Patřil k stejné generaci autorů, jakými byl například Jovan Jovanović Zmaj, či Đura Jakšić, avšak jeho tvorba byla stále ještě romantická. Znal celkem sedm cizích jazyků,[zdroj?] napsal okolo sto padesáti básní.
Mezi okolními lidmi byl považován za romantického podivínského básníka. Během svého života sepsal celou řadu básní, nebál se ale pustit se i do jiných oblastí - jakými byla například filozofie, či estetika. Do srbochorvatštiny přeložil hry Williama Shakespeara a také Homérovu Odysseiu, což ovlivnilo jeho pozdější tvorbu.
Byl aktivní také v politické oblasti; spoluzaložil Sjednocenou omladinu, ve které spolupracoval jak s Jovanovićem Zmajem, tak i se Svetozarem Miletićem. Kritizoval rakousko-uherský klerikalismus, stejně jako poměry v samotném obrenovićovském Srbsku, kde se dařilo byrokracii a poměry pro prosazování myšlenek moderní společnosti nebyly příznivé. To byl koneckonců i důvod, proč byl Kostić nucen odejít z Bělehradu a přesídlit se do Černé Hory, neboť časopis, který vydával (Srpska nezavisnost) byl shledán nebezpečným.
27. února 1883 se stal členem srbské učené společnosti a v lednu 1909 také i řádným členem Srbské královské akademie, předchůdce dnešní SANU.